# Laura Vandervoort

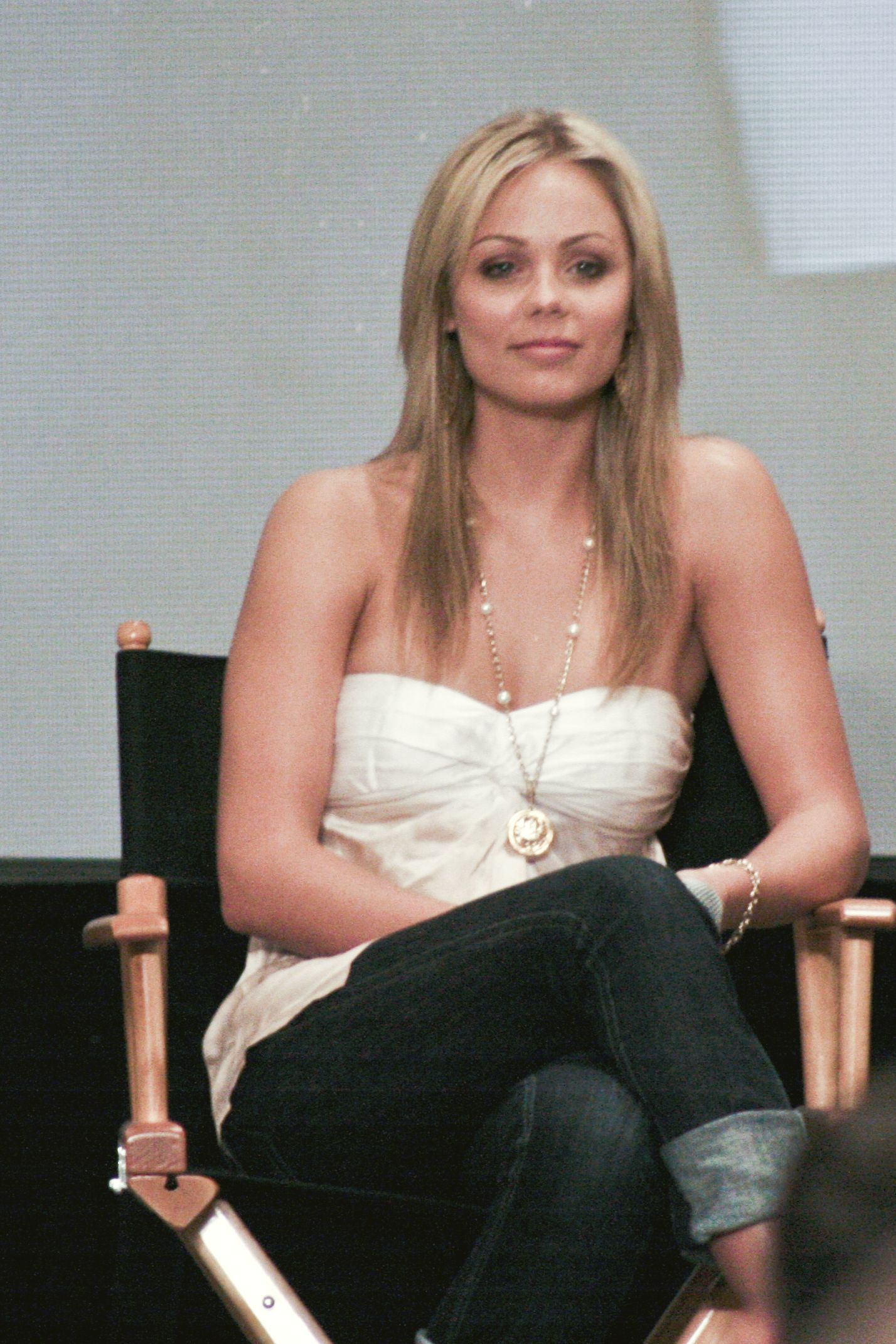

Laura Dianne Vandervoort (n. 22 septembrie 1984, Toronto, Ontario, Canada) este o actriță canadiană cel mai bine cunoscută pentru rolurile sale: Kara Zor-El în serialul de televiziune Smallville și Harrison Sadie în serialul de televiziune Instant Star. Ulterior ea a fost extraterestra Lisa în serialul Vizitatorii, difuzat de ABC.

## Filmografie

### Film
| Anul | Film                      | Rol        | Note            |
| ---- | ------------------------- | ---------- | --------------- |
| 2006 | Troubled Waters           | Carolyn    |                 |
| 2007 | The Lookout               | Kelly      |                 |
| 2009 | Into the Blue 2: The Reef | Dani White | Direct pe video |
| 2009 | The Jazzman               | Sara       | Post-producție  |
| 2009 | Damage                    | Frankie    | Direct pe video |
| 2011 | Bring The Night           | Lucy Jones | Post-producție  |

### Televiziune
| Anul            | Titlu                           | Rol              | Note                                                                                                 |
| --------------- | ------------------------------- | ---------------- | --- |
| 1997–1998       | Goosebumps                      | Sheena Deep      | Episodul: "The Haunted House Game" Episodul: "Deep Trouble: Part 1" Episodul: "Deep Trouble: Part 2" |
| 1999            | Penny's Odyssey                 | Tanya            | film pentru televiziune                                                                              |
| 2000            | Are You Afraid of the Dark?     | Ashley Fox       | Episodul: "The Tale of the Laser Maze"                                                               |
| 2000            | Twice in a Lifetime             | Misty Reynolds   | Episodul: "Even Steven"                                                                              |
| 2000            | Mom's Got a Date with a Vampire | Chelsea Hansen   | film pentru televiziune                                                                              |
| 2000            | Alley Cats Strike               | Lauren           | film pentru televiziune                                                                              |
| 2001            | Mutant X                        | Tina             | Episodul: "Russian Roulette"                                                                         |
| 2002            | The Gavin Crawford Show         | The Girl         | 1 episod                                                                                             |
| 2004            | Prom Queen: The Marc Hall Story | Young Girl       | film pentru televiziune                                                                              |
| 2004            | Doc                             | Annis Bennington | Episodul: "The Family Tree"                                                                          |
| 2004–2008       | Instant Star                    | Sadie Harrison   | 49 episoade                                                                                          |
| 2005            | Sue Thomas: F.B.Eye             | Gabbie           | Episodul: "Bad Girls"                                                                                |
| 2005            | 72 Hours: True Crime            | Leanne           | Episodul: "Head in a Bucket"                                                                         |
| 2005            | Falcon Beach                    | Ashley           | Episodul: "Pilot"                                                                                    |
| 2007            | The Dresden Files               | Natalie          | Episodul: "Bad Blood"                                                                                |
| 2007            | CSI: Crime Scene Investigation  | Miss Tangiers    | Episodul: "Big Shots"                                                                                |
| 2007-2008, 2010 | Smallville                      | Kara Zor-El      | 14 episoade                                                                                          |
| 2009            | Out of Control                  | Marcie Cutler    | film pentru televiziune                                                                              |
| 2009–present    | Vizitatorii                     | Lisa             | în fiecare episod                                                                                    |
| 2010            | Lumea Fluviului                 | Jessie Machalan  | miniserial TV                                                                                        |